# 니보촌
니보촌(新穂村)은 니가타현 사도군에 설치되었던 촌이다. 료쓰시로의 통근율은 11.4%(2000년 인구 조사).일본 따오기의 마지막 서식지로 사도 따오기 보호센터가 있었다. 2004년 3월 1일 사도 전역에서의 합병으로 사도 시의 일부가 되었다.

## 지리
니가타현 사도의 가나이정과 같은 내륙부의 마을로 논단작 농가가 많은 지대이다.

## 인구
|  |        |  | 인구  | 가구수 |
|  | 1911년 |  | 7,442 | 1,524  |
|  | 1920년 |  | 7,060 | 1,587  |
|  | 1930년 |  | 6,785 | 1,500  |
|  | 1940년 |  | 6,801 | 1,485  |
|  | 1950년 |  | 7,861 | 1,584  |
|  | 1960년 |  | 7,131 | 1,582  |
|  | 1970년 |  | 5,882 | 1,552  |
|  | 1980년 |  | 5,309 | 1,562  |
|  | 1990년 |  | 4,964 | 1,559  |
|  | 2000년 |  | 4,778 | 1,549  |

## 역사
- 1889년 4월 1일 - 정촌제 시행과 함께 가모군 니보촌이 신설되었다.
- 1896년 4월 1일 - 군 통합으로 사도군에 소속되었다.
- 2004년 3월 1일 - 료쓰시, 사와타정, 아이카와정, 가나이정, 하타노정, 마노정, 오기정, 하모치정, 아카도마리촌과 합병해 사도시가 되어 소멸했다.